# Districte de Trenčín
El districte de Trenčín - (eslovac) Okres Trenčín - és un dels 79 districtes d'Eslovàquia. Es troba a la regió de Trenčín. Té una superfície de 674,82 km², i el 2013 tenia 113.662 habitants. La capital és Trenčín.

## Demografia
| Godina             | 1994    | 2004    | 2014    | 2024    |
| ------------------ | ------- | ------- | ------- | ------- |
| Nombre de persones | 113.057 | 112.515 | 113.863 | 113.208 |
| Diferència         |         | −0,47%  | +1,19%  | −0,57%  |

| Godina             | 2023    | 2024    |
| ------------------ | ------- | ------- |
| Nombre de persones | 113.225 | 113.208 |
| Diferència         |         | −0,01%  |

## Llista de municipis

### Ciutats
- Trenčín
- Nemšová
- Trenčianske Teplice

### Pobles
Adamovské Kochanovce | Bobot | Dolná Poruba | Dolná Súča | Drietoma | Dubodiel | Horná Súča | Horné Srnie | Horňany | Hrabovka | Chocholná-Velčice | Ivanovce | Kostolná-Záriečie | Krivosúd-Bodovka | Melčice-Lieskové | Mníchova Lehota | Motešice | Neporadza | Omšenie | Opatovce | Petrova Lehota | Selec | Skalka nad Váhom | Soblahov | Svinná | Štvrtok | Trenčianska Teplá | Trenčianska Turná | Trenčianske Jastrabie | Trenčianske Mitice | Trenčianske Stankovce | Veľká Hradná | Veľké Bierovce | Zamarovce
1. 1 2  «Počet obyvateľov podľa pohlavia - obce (ročne) [om7102rr_obce=AREAS_SK]».   Statistical Office of the Slovak Republic, 31-03-2025. [Consulta: 31 març 2025].